# Kanton Séméac
Séméac is een voormalig kanton van het Franse departement Hautes-Pyrénées. Het kanton maakte deel uit van het arrondissement Tarbes. Het werd opgeheven bij decreet van 25 februari 2014, met uitwerking op 22 maart 2015.

## Gemeenten
Het kanton Séméac omvatte de volgende gemeenten:
- Allier
- Angos
- Barbazan-Debat
- Bernac-Debat
- Bernac-Dessus
- Montignac
- Salles-Adour
- Sarrouilles
- Séméac (hoofdplaats)
- Vielle-Adour